# Бельских, Раиса Алексеевна
Раи́са Алексе́евна Бе́льских (28 апреля 1934, Березняговка, Центрально-Чернозёмная область — 13 июля 2012, Новая Усмань, Воронежская область) — управляющая отделением совхоза «Михайловский» (Панинский район Воронежской области), Герой Социалистического Труда (1966).

## Биография
Родилась 28 апреля 1934 года в селе Березняговка (ныне Усманского района Липецкой области). В 1957 году окончила агрономический факультет Воронежского сельскохозяйственного института.
С 1957 по 1961 год работала агрономом отделения свеклосовхоза «Михайловский» Панинского района. С 1961 по 1973 год — управляющая отделением совхоза «Михайловский» Панинского района. С 1973—1989 гг. — директор совхоза «Ленинский путь» Новоусманского района Воронежской области.
На XXIII съезде КПСС была избрана кандидатом в члены ЦК КПСС (1966—1971). Избиралась также депутатом районного Совета, членом Воронежского обкома КПСС.
Жила в селе Новая Усмань Новоусманского района Воронежской области. Возглавляла Новоусманский районный женский совет. Умерла 13 июля 2012 года.

## Награды
- Золотая звезда «Серп и Молот»[2], 2 ордена Ленина, Золотая медаль ВДНХ (1967).

## Память
- 21 сентября 2012 года установлен, а 22 сентября торжественно открыт бюст Героя в Аллее Героев в парке р.п. Панино рядом с братской могилой.